# Aloysius Joseph Muench
Aloysius Joseph Muench (Milwaukee, 18 febbraio 1889 – Roma, 15 febbraio 1962) è stato un cardinale e arcivescovo cattolico statunitense.
Fu nominato cardinale della Chiesa cattolica da papa Giovanni XXIII.

## Biografia

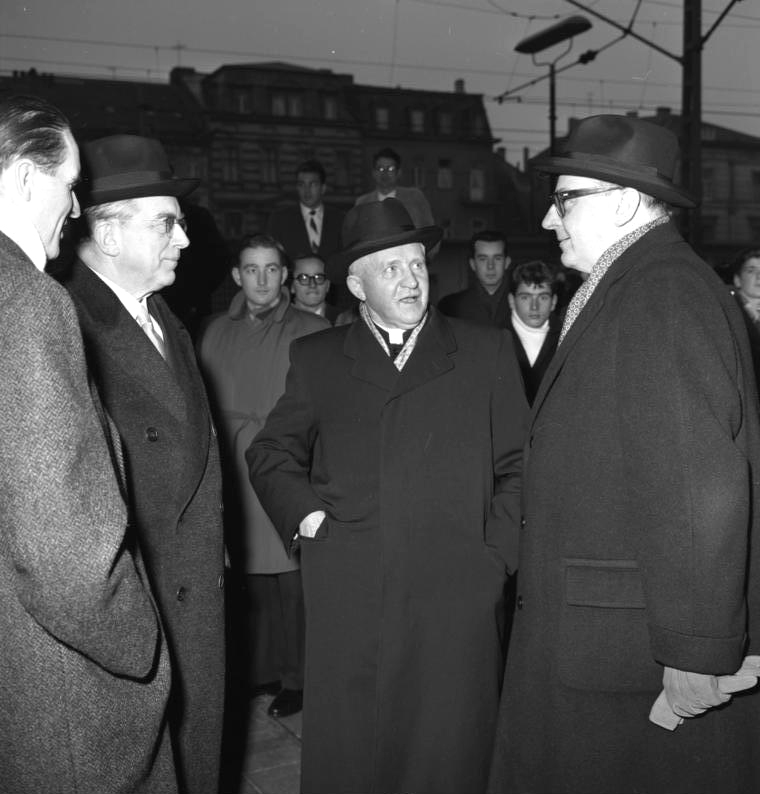
Aloysius Joseph Muench (in centro) nel 1959 a Bonn

Nacque a Milwaukee il 18 febbraio 1889.
Papa Giovanni XXIII lo elevò al rango di cardinale nel concistoro del 14 dicembre 1959.
Fu nunzio apostolico in Germania nel periodo della guerra fredda (1951-1959).
Morì il 15 febbraio 1962 all'età di 73 anni.

## Genealogia episcopale e successione apostolica
La genealogia episcopale è:
- Cardinale Scipione Rebiba
- Cardinale Giulio Antonio Santori
- Cardinale Girolamo Bernerio, O.P.
- Arcivescovo Galeazzo Sanvitale
- Cardinale Ludovico Ludovisi
- Cardinale Luigi Caetani
- Cardinale Ulderico Carpegna
- Cardinale Paluzzo Paluzzi Altieri degli Albertoni
- Papa Benedetto XIII
- Papa Benedetto XIV
- Papa Clemente XIII
- Cardinale Marcantonio Colonna
- Cardinale Giacinto Sigismondo Gerdil, B.
- Cardinale Giulio Maria della Somaglia
- Cardinale Carlo Odescalchi, S.I.
- Cardinale Costantino Patrizi Naro
- Cardinale Lucido Maria Parocchi
- Papa Pio X
- Cardinale Gaetano De Lai
- Cardinale Raffaele Carlo Rossi, O.C.D.
- Cardinale Amleto Giovanni Cicognani
- Cardinale Aloysius Joseph Muench

La successione apostolica è:
- Vescovo Vincent James Ryan (1940)
- Vescovo William Theodore Mulloy (1945)
- Vescovo Johannes Bydolek (1949)
- Vescovo Matthias Wehr (1951)
- Cardinale Opilio Rossi (1953)